# Marek Bobakowski
Marek Bobakowski (ur. 23 lipca 1979 w Jaworznie) – polski dziennikarz sportowy. 

## Życiorys
Z wykształcenia jest matematykiem. 
W latach 2001–2006 i 2007–2008 był wydawcą i szefem działu siatkówki w katowickim „Sporcie”. Od maja 2006 do września 2007 pełnił funkcję redaktora naczelnego „Magazynu Futbol”. Sprawował także obowiązki dyrektora wydawniczego spółki CSI Media i Sportlive24 S.A. („Magazyn Futbol”, „Super Volley”). 
W kwietniu 2008 został szefem działu sportowego Grupy O2.pl i zarządzał serwisami sportfan.pl oraz goler.pl. Od lutego 2009 prowadził blog „SiatkoNoga” (bobakowski.pinger.pl).
Publikował w tygodniku „Nowy Sportowiec” i miesięczniku „Świat Siatkówki”, a także w magazynie piłkarskim „FourFourTwo”.
W marcu 2012 ukazała się jego pierwsza książka pt. Niepokój stadionów, napisana wspólnie z Rafałem Zarembą.